# نجد العين (إب)

تعديل مصدري - تعديل

نجد العين محلة تابعة لقرية سوق الثلوث، التابعة لعزلة ميتم بمديرية إب إحدى مديريات محافظة إب في الجمهورية اليمنية.، بلغ تعداد سكانها 37 حسب تعداد اليمن لعام 2004.